# AMC-21
AMC-21 ist ein Fernsehsatellit der SES Americom, einem Unternehmen der SES Global.
AMC-21 wurde am 14. August 2008 zusammen mit dem Fernsehsatelliten Superbird 7 mit einer Rakete vom Typ Ariane 5 vom Weltraumbahnhof Centre Spatial Guyanais in Kourou ins All befördert. Der Satellit wurde von Thales Alenia Space und Orbital Sciences gebaut und soll Fernsehprogramme für Endverbraucher in den gesamten USA und zusätzlich Bereiche in Kanada und Mexiko sowie insbesondere territoriale Enklaven wie Hawaii und Alaska. Zusätzlich soll er gelegentliche Übertragungen im Auftrag anderer Betreiber übernehmen und Firmennetzwerke verbinden.